# Митко Петев
Митко Александров Петев е български офицер, вицеадмирал, съветник на президента на Република България по военната сигурност.

## Биография
Роден е на 30 март 1965 г. в гр. Шумен.
През 1984 г завършва Първа езикова гимназия (Варна), и е приет да следва „Радиолокация за ВМС“ във Висшето военноморско училище „Никола Вапцаров“ във Варна. През 1987 г. е вербуван от ДС във военното контраразузнаване като доверено лице и агент под псевдонима „Славов“.
През 1989 г. завършва Висшето военноморско училище „Никола Вапцаров“ във Варна със специалност „Радиолокация за ВМС“, а през 1995 г. отново със специалност „Корабоводене за ВМС“ (задочно).
Военната му служба започва като командир на група „Зенитно-ракетна батарея“ на фрегата. От 1992 до 1995 г. е старши помощник-командир на фрегата, а от 1995 до 1998 г. и командир на фрегата.
През 1998 г. е слушател в Щабния колеж на Военноморските сили на САЩ в Нюпорт.
През 1999 г. е слушател в Щабния колеж на Съвместните въоръжени сили на САЩ в Норфолк.
От 1999 до 2000 г. е старши помощник – началник по оперативно – тактическата подготовка в щаба на военноморска база – Варна.
От 2000 до 2002 г. е щабен офицер по планиране на ученията в Стратегическото командване на НАТО в Атлантика в гр. Норфолк, САЩ.
От 2002 до 2003 г. е старши помощник – началник по оперативната подготовка на Оперативния отдел в Щаба на Военноморските сили, а от 2003 до 2006 г. е заместник – началник на Оперативния отдел в Щаба на Военноморските сили.
Между 2006 и 2007 г. е командир на дивизион патрулни кораби.
От 2007 до 2008 г. е слушател в Команден колеж на ВМС на САЩ в Нюпорт.
От 2008 до 2009 г. е заместник-командир по подготовката на Военноморска база Варна.
От 2009 до 2010 г. е началник на отдел „Подготовка и използване на силите“ в Главния щаб на Военноморските сили
От 2010 до 2011 г. е помощник на началника на Военноморските сили по подготовката
През 2011 г. е началник на Щаба на Военноморските сили.
На 24 ноември 2011 г. е назначен с указ 243 на длъжността командир на Военноморската база – Бургас и удостоен с висше офицерско звание комодор считано от 1 декември 2011 г. На 17 октомври 2012 г. е освободен от длъжността командир на Военноморската база – Бургас и назначен на длъжността командир на Военноморската база, считано от 1 ноември 2012 г.
На 28 април 2014 г. комодор Митко Петев е освободен от длъжността командир на Военноморската база, назначен на длъжността началник на Военна академия „Г. С. Раковски“ и удостоен с висше офицерско звание контраадмирал.
На 30 април 2015 г. е освободен от длъжността началник на Военната академия „Г. С. Раковски“ и назначен на длъжността командир на Военноморските сили, считано от 30 юни 2015 г. до 23 април 2019 г.
От 23 април 2019 г. е военен представител на началника на отбраната във Военния комитет на НАТО и във Военния комитет на Европейския съюз, и е удостоен с висше офицерско звание вицеадмирал. 
От 23 юни 2024 г. е освободен от длъжността и назначен за съветник на Върховния главнокомандващ на въоръжените сили по военната сигурност.

## Награди и ордени
Награждаван е с Предметна награда „Бинокъл“ (2003); Награден знак „За вярна служба под знамената“ – III степен (2005) и Награден знак „За отлична служба“ – I степен (2009).
Кавалер на ордена на Почетния легион (2020);
Удостоен с най-високия орден на Светата православна църква „Свети Апостол Андрей Първозвани“ (2021).
Удостоен през 2022 г за почетен випускник от клас 1999 година на Щабния колеж на съвместните ВС на САЩ (U.S. Joint Forces Staff College - JFSC) и на Националния университет по отбрана на САЩ (U.S. National Defense University - NDU) и е включен в „Залата на славата“ (Hall of Fame) на университета и колежа.
Владее английски, френски, немски и руски език. Женен, с двама сина.

## Военни звания
- Лейтенант (1989)
- Старши лейтенант (1992)
- Капитан-лейтенант (1995)
- Капитан III ранг (1998)
- Капитан II ранг (2003)
- Капитан I ранг (2006)
- Комодор (2011)
- Контраадмирал (2014)
- Вицеадмирал (2019)